# Agilmondo
Agilmondo (o Agilmundo o Agelmundo) (fl. IV-V secolo) fu re dei Longobardi tra la fine del IV e l'inizio del V secolo.
Fu primo re dei Longobardi (mentre il padre e lo zio erano duces), eletto per imitare l'istituzione monarchica degli altri popoli.

## Biografia
Agilmondo è il primo re storico, dopo i mitici fratelli Ibor e Aio, riportato dalla tradizione longobarda, tramandata nell'Origo gentis Langobardorum. Figlio di Aione e nipote di Ibor, divenne sovrano sul finire del IV secolo, quando il suo popolo si insediò nel Norico (l'attuale Bassa Austria) dopo una migrazione plurisecolare e regnò, sempre secondo il mito, trentatré anni.
Appartenente alla stirpe dei Guginghi, un nome che sembra alludere alla lancia di Odino Gungnir, Agilmondo venne dalla tradizione successiva considerato figlio del mitico Aio, personificando la continuità del popolo e dei suoi capi. La sua ascesa al trono segnò lo sviluppo di una forte istituzione monarchica tra i Longobardi, senza che questa annullasse comunque l'autonomia dei vari duchi.
Si ritiene che Agilmondo abbia guidato i Longobardi negli scontri con gli Unni, indicati dalle fonti longobarde come "Bulgari"; cadde in battaglia e sua figlia fu fatta schiava. Il mito fa anche riferimento a uno scontro con le Amazzoni.